# Gualberto Villarroel
Gualberto Villarroel López (Villa Rivero, 15 dicembre 1908 – La Paz, 21 luglio 1946) è stato un militare e politico boliviano.
Fu presidente della Bolivia dal 20 dicembre 1943 al 21 luglio 1946.

## Biografia
Dopo aver intrapreso la carriera nell'esercito boliviano partecipò alla guerra del Chaco distinguendosi nella difesa della cittadina di Villamontes ottenendo il grado di capitano nel 1936.
Nel dicembre 1943 guidò un colpo di Stato che rovesciò il regime del generale Enrique Peñaranda, suo comandante ai tempi della guerra del Chaco. Il governo di Villarroel, di stampo nazionalista e riformista, e supportato dal Movimento Nazionalista Rivoluzionario e dal Partito Operaio Rivoluzionario dovette affrontare l'ostilità degli Stati Uniti d'America che lo accusavano di simpatie fasciste. Sul fronte interno furono attuate alcune riforme come il riconoscimento dei sindacati, il diritto alla pensione, l'abolizione di alcune istituzioni d'origine coloniale come la mit'a, nonché la creazione di un'assemblea indigena. Nel 1945 fu promulgata una nuova costituzione.
Ciò nonostante Villarroel dovette interfacciarsi con una situazione economica estremamente difficile, ulteriormente aggravata da scioperi e dall'aumento dell'inflazione.

### Assassinio
Il 21 luglio 1946 una folla si radunò davanti al Palacio Quemado di La Paz per protestare contro il governo. Improvvisamente la moltitudine penetrò nel palazzo presidenziale e vi sorprese Villaroel. Prelevato a forza, fu condotto nell'antistante plaza Murillo e qui linciato. Il suo corpo, insieme a quelli di suoi tre collaboratori, fu poi appeso ad uno dei lampioni della piazza.